# Petrichevich-Horváth Lázár
Petrichevich-Horváth Lázár, széplaki (Kolozsvár, 1807. május 17. – Bécs, 1851. február 5.) magyar író, hírlapíró, az MTA levelező tagja.

## Életpályája
Petrichevich-Horváth Dániel császári és királyi őrnagy és gróf Lázár Éva fiaként született. Tanulmányait szülővárosában végezte; ekkoriban a latin szónoklat terén tűnt ki. Utána Marosvásárhelyen a királyi táblánál megszerezte a hazai törvényekben szükségelt ismereteket, majd 1829-től Nagyszebenben a királyi kincstárnál volt gyakornok. Nemsokára visszatért Kolozsvárra és a királyi főkormányszék mellett mint tiszteletbeli fogalmazó szolgált.
1834-ben lemondott a hivatalos pályáról és önműveléssel töltötte idejét. A magyar, német, rumén, latin nyelveken kívül beszélt már ekkor angolul, franciául és olaszul, később utazásain megtanulta a spanyolt is. Gyakorlati tanulmányozás végett ugyanazon évben megkezdte utazásait; beutazta szűkebb hazáját, majd 1836-ban Pestre költözött. Szorgalmasan dolgozott az akkori lapokba s munkáinak kiadásával foglalkozott. Levelei Emiliához, (Rindsmaul Albert grófnő) nővéréhez, a magyar és az erdélyi társadalmi élet rajzát adják és kiterjednek a felsőbb és műveltebb körök politikai, művészeti, társadalmi megnyilatkozásainak ismertetésére. Az ott felhalmozott adatok történelmi szempontból is érdekesek.
Munkáinak kevés olvasója volt, mivel az arisztokrácia, amely számára Petrichevich Horváth leginkább írta műveit, akkoriban csak csekély mértékben volt magyar. Horváthot születési és egyéb viszonyai e nemzetietlen arisztokrácia körébe vezették. A társadalmi műveltség ápolása volt a célja, amikor 1843 elején megindította hetilapját, a Honderű című szépirodalmi és divatlapot. (A név Széchenyi Istvántól származik, aki egy kedélyes beszélgetés közben így kívánta neveztetni Budapestet). A folyóirat szép kilátásokkal indult, de hamarosan hanyatlani kezdett. Hogy a bukásnak indult ügyet megmentse, 1848 elején Horvát Lázár egy Morgenröthe című német lapot is életre hívott, melyet azonban magyar ikertestvérével együtt a márciusi viharok csakhamar elsodortak.
Horvát Lázár Honderűje kritikátlanul magasztalta az akkor még nemzetietlen, sőt magyarul is alig tudó arisztokráciát. Külföldieskedő modora miatt kénytelen volt bizonytalan múltú embereket fogadni fel, akik később, az egyre nehezedő körülmények között mesterüket megtagadták és az első percekben otthagyták.
A Magyar Tudományos Akadémia 1844. december 24-én levelező tagjai sorába választotta. 1845-ben, amikor Németország és Franciaország nagy részét beutazva Párizsban huzamosabb ideig tartózkodott, az ottani jeles írók többségével ismeretséget kötött. Az ősz Chateaubriand bámulva hallgatta a saját művei eredeti idézeteit és Horvát Lázárt arcképével ajándékozta meg, Jules Janin arany tollat adott neki. 1846-ban Konstantinápolyba utazott, itt I. Abdul-Medzsid oszmán szultán kitüntetéssel fogadta és nagybecsű gyémánt gyűrűvel ajándékozta meg.
1848-ban Trieszten át keletre indult, ahova régen vágyott; november 10-én folytatta útját Korfun és Szíroszon át, meglátogatta Athént, Korinthoszt, ahonnan Szmirnát érintve Konstantinápolyba érkezett; november 7-én visszaindult Szmirnába, onnan Rodoszon és Cipruson át Bejrútba érkezett. Szíriának minden érdekesebb pontját meglátogatta, majd Jeruzsálembe utazott. Itt a szent helyek és ereklyék körül tanúsított buzgalma tiszteletet szerzett számára; a pátriárka a szent sír lovagi rendjelével díszítette fel. Azután Egyiptomba ment, onnan Nápolyba érkezett. IX. Piusz pápa is ott időzött ekkor és elismerése jeléül a szent Gergely nagykereszt rendjelét adományozta neki. Kevéssel utóbb a Vezúv lábánál időzött, végül 1850-ben visszaérkezett Pestre . 1851 elején Hamburgba indult, de útközben, Bécsnél február 5-én meghalt. Holttestét Budára hozták, az elhunyt által épített sírboltban helyezték el.

## Irodalmi pályája

### Tanulmányai
Szépirodalmi, művészeti s kritikai dolgozatokat írt az 1830-as években a Jelenkor melléklapjába, a Társalkodóba (1834. Széchenyi mint író) s az Athenaeumba (1837. Töredékek Morier regényeiből, 1838. Shakespeare és drámái, 1839. Levéltöredékek, 1840. beszély és levelek Emiliához, 1842. Szépirodalmi felszólítás a két magyar haza lelkes hölgyei s fiaihoz), a Rajzolatokba (1837. Shakespeare drámáinak muzsikája, Töredékek a magyar szinészetről), a Regélőbe (1837. Töredékek Byron lord életéből), a Honművészbe (1838. Az álom, Byron után), a Budapesti Árvízkönyvbe (II. 1839. A tőr és a kéz), a Literaturai Lapokba (1841. I. 46., 47. sz. Nyilt levele), a Pesti Hírlapba (1841. 29. sz. Salonélet, 53. sz. Pesti műkiállítás), a Tudománytárba (V. 1839. Victor Hugó mint költő és drámaíró), a Regélő Pesti Divatlapba (1842. Hangászat rovatot), a Honderűbe (1843. I. Előítélet. beszély, II. Jósika Miklós regényeiről s a regényirodalomról általában, Egy nyugodalmas nap, vígj. egy felv., angolból szabadon magyarítva, először adatott Pesten nov. 9., 1844. I. Hunyady László dalműről és a magyar zenetanról, II. Lelia és Trenmor vagy kaland a gőzösön, 1845. Levelek Emiliához, Egy pár komoly szó a maga idején. illetőleg a magyar szépirodalmat. A lengyel művészcsalád, 1846. A vesztett paradicsom, akadémiai székfoglaló, II. Néhány őszinte szó a nemzeti szinházról, Új levelek Emiliához, Szükséges-e courazsival bírni a humoristicának?, könyvismertetések sat.)

### Irodalmi jelentősége, figyelmet érdemlő munkái
- G. Byron több művének fordítása, például Manfréd, Mazeppa.
- Pár novellát írt, említendő A tőr és kéz (1839).
- Az elbujdosott, vagy egy tél a fővárosban (1837) című regényében elsőként vállalkozik az előkelő társasági élet ábrázolására, egyelőre külföldi mintákat követve (Bulwer Pelham nyomán).

## További irodalmi tevékenysége
- Szerkesztette s kiadta a Honderű című szépirodalmi hetilapot Pesten 1843. január 7-étől 1848. április 1-jéig (1845-től Nádaskay Lajos volt a szerkesztő s ő maga mint igazgató-tulajdonos működött a lap körül).
- Kiadta: Hiador (Jámbor Pál) Emléklapok egy főrangú hölgyhez (Buda, 1846) című munkáját.

### Későbbi irodalomtörténeti megítélés szerint
"Mint a Honderű szerkesztője konzervatív, arisztokratikus irodalmi irányt követett. Mint író előkelő dilettáns maradt; életmódját tekintve dandy. Műveltsége nem csekély, de rendszertelen; megfordult párizsi irodalmi szalonokban is, találkozott Chateaubriand-nal, Dumas-val stb." (in: MIT 3./1965)

## Kiadások
- Az elbujdosott, vagy egy tél a fővárosban. Kolozsvár, 1836. (Ism. Figyelmező 1837. Szontagh Gusztáv, Tornay álnévvel.)
- Petrichevich Horváth Lázár Munkái. Pest és Buda, 1842–43. (9 kötet. I. Byron lord élete. II. Manfred, dráma, III. Mazeppa, Az álom, Óda, A becsület érdemkeresztjéhez, Vegyes költemények, Zenére tett stanczák, Bucsúszó, Héber dalok, IV-VII. Kaleidoskop vagy: levelek Emiliához élet, irodalom, politica és művészet körében, a VIII. kötet nem jelent meg. IX. Álmok, dráma négy felv. Az I- II. kötet ezen külön címlappal is: Byron lord élete és munkái.)
- Szent sir. Petrichevich Horváth Lázár után Komáromy Ferencz. Kiadta Friebeisz István. Pest, 1854. (A szerző életrajzával.) Online

## További információ
- Ferenczi Zoltán: Egy elfeledett regényről. Petrichevich Horváth Lázárnak „Az elbujdosott” cz. regénye (Budapest, 1918)